# ホワット・ユー・アー・ドゥーイング
「ホワット・ユー・アー・ドゥーイング」（What You're Doing）は、ビートルズの楽曲である。1964年に発売された4作目のイギリス盤公式オリジナル・アルバム『ビートルズ・フォー・セール』に収録された。レノン＝マッカートニー名義となっているが、ポール・マッカートニーによって書かれた楽曲。アメリカでは、1965年にキャピトル・レコードより発売されたアルバム『ビートルズ VI』に収録された。
日本では、シングル盤『ミスター・ムーンライト』のB面曲としても発売された。

## 背景・曲の構成
マッカートニーは、ビートルズの1964年のワールド・ツアーが終了した直後である1964年8月30日に、アトランティックシティで「ホワット・ユー・アー・ドゥーイング」を書いた。本作について、マッカートニーは「穴埋めの曲さ。ジョンよりも少しだけ僕が多く書いた気もするけれど…レコーディングを始めてコーラスが入れば良い感じになりそうだと思うこともよくあるけど、そうならないこともある。この曲もそうだった。レコーディングをやることで良さがでてくることもあるんだけどね」と振り返っている。
曲はドラムソロ（4小節）で始まり、そこにギター・シークエンスが続く。ギター・シーケンスは至るところでヴァース（節）ごとにオスティナート技法を使っており、これにより曲全体の調和を与えている。曲は、ベースソロが数秒入って終わる。
本作では、ジョージ・ハリスンがリッケンバッカー・360/12で弾いたギターリフがフィーチャーされている。このサウンドは、ビートルズがリッケンバッカーを使用していたことを部分的に参考にしていたバーズに影響を与え、1965年にハリスンはバーズの影響を受けて「恋をするなら」を書いた。

## レコーディング
「ホワット・ユー・アー・ドゥーイング」のレコーディングは、1964年9月29日に開始された。同日にリズム・トラックが7テイク録音され、最終テイクのテイク7がベストテイクとされた。翌日に「エヴリー・リトル・シング」のレコーディングを終えた4人は、さらに5テイク録音し、テイク11をベストテイクとした。伝記作家のマーク・ルイソンによると、「この時点ではコーラス間のブレイクがタイトではなく、ミドルエイトの間奏部分がボーカルよりも1オクターブ上で演奏され、リプリーズのコーダの前に1秒〜1秒半ほど演奏が止まっていた」とのこと。
カール・パーキンスのカバー曲「ハニー・ドント」を完成させた直後である10月26日にリメイクを行なった。本作はアルバム『ビートルズ・フォー・セール』で最後に完成した楽曲となった。

## その他のバージョンや他のアーティストによるカバー
2006年に発売された『LOVE』に、「ドライヴ・マイ・カー」や「愛のことば」とのメドレー曲「ドライヴ・マイ・カー/愛のことば/ホワット・ユー・アー・ドゥーイング」（原題 : Drive My Car / The Word / What You're Doing）として収録された。同メドレーにおいて、本作は「ドライヴ・マイ・カー」における映画スター志望の女性の要求に対する運転手の男性の返答として機能している。なお、本作と「ドライヴ・マイ・カー」の2曲はビートが同じである。
アメリカのシンガーソングライター、ジェームズ・ハズバンドは、2009年に発売した『A Parallax I』で本作をカバーしている。

## クレジット
※出典
- ポール・マッカートニー - リード・ボーカル、ベース
- ジョン・レノン - ハーモニー・ボーカル、アコースティック・ギター（リズムギター）
- ジョージ・ハリスン - ハーモニー・ボーカル、12弦ギター（リードギター）
- リンゴ・スター - ドラム
- ジョージ・マーティン - ピアノ